# 张少春
张少春（1958年2月—），辽宁宽甸人，中华人民共和国政治人物。1978年1月加入中国共产党，1975年8月参加工作，东北财经大学金融系金融专业研究生毕业，获经济学博士学位。

## 生平
1994年至1998年，分别担任中华人民共和国财政部办公厅副主任、司长级秘书。1998年至2003年9月分别任财政部条法司、教科文司司长。2003年9月至2006年11月任财政部部长助理、党组成员。2006年11月至2013年4月任财政部副部长、党组成员。2013年4月任财政部副部长、党组副书记。2018年4月4日不再担任财政部副部长。
2018年5月7日，张少春因涉嫌严重违纪违法，接受中央纪委国家监委纪律审查和监察调查。9月20日被开除党籍、开除公职，移送检察机关依法审查起诉。11月，张少春涉嫌受贿一案，经国家监察委员会调查终结，经最高人民检察院交办，由北京市人民检察院第二分院依法向北京市第二中级人民法院提起公诉。
2019年5月13日，北京市第二中级人民法院一审：1995年至2018年，被告人張少春先后利用擔任財政部辦公廳副主任、部長助理、黨組副書記及副部長等職務上的便利，或者利用職權、地位形成的便利條件，通過其他國家工作人員職務上的行為，為相關單位和個人在企業經營、職務調整、子女入學等事項上提供幫助，非法收受財物共計折合人民幣6698.0081萬元；以受賄罪判處張少春有期徒刑15年，並處罰金人民币600萬元；對張少春受賄所得財物及其孳息，依法予以追繳，上繳國庫。